# بيل فلانغن
بيل فلانغن (بالإنجليزية: Bill Flanagan)‏ (1955، رود آيلاند في الولايات المتحدة)؛ روائي أمريكي.

## روابط خارجية
- بيل فلانغن على موقع ميوزك برينز (الإنجليزية)
- بيل فلانغن على موقع ميوزك برينز (الإنجليزية)
- بيل فلانغن على موقع ديسكوغز (الإنجليزية)